# Violet Luv
Violet Luv (San Antonio, Texas; 21 de agosto de 1975) es una actriz pornográfica retirada estadounidense.

## Biografía
Violet Luv, nombre artístico de Linda Diego, nació en agosto de 1975 en San Antonio, en el Estado de Texas. Comenzó a actuar en películas para adultos en 1998, siendo algunas de sus primeras películas Real Sex Magazine 17, New York Taxi Tales 4, Watcher 3 o Under Dressed.
Como actriz, ganó en 2001 el premio a la Mejor escena de sexo en grupo de los Premios AVN por Les Vampyres, junto a Brandon Iron y Wendi Knight.
Otras de sus películas como actriz son Backseat Driver 11, Coed Cock Craze, Daily Grind, Latin Satin, Student Body o Spring Break Cherry Break.
Se retiró como actriz en 2003, con algo más de 120 películas.

## Premios y nominaciones
| Año  | Ceremonia   | Resultado | Premio                        | Trabajo      |
| ---- | ----------- | --------- | ----------------------------- | ------------ |
| 2001 | Premios AVN | Ganadora  | Mejor escena de sexo en grupo | Les Vampyres |